# .re
.re je vrhovna internetska domena (country code top-level domain - ccTLD) za Reunion. Domenom upravlja AFNIC.

## Vanjske poveznice
- IANA .re whois informacija  Arhivirana inačica izvorne stranice od 29. lipnja 2006. (Wayback Machine)